# Алехандро Санс
Алеха́ндро Санс (ісп. Alejandro Sanz, справжнє ім'я Алехандро Санчес Пісарро (ісп. Alejandro Sánchez Pizarro); нар. 18 грудня 1968 року, Мадрид, Іспанія) — іспанський співак і композитор, 19-разовий володар Ґреммі.

## Біографія
Алехандро Санс — другий син Марії Пісарро Мадина і Хесуса Санчеса Мадеро. Він почав грати на гітарі у віці 7 років і лише через 3 роки вже склав свою першу пісню. Молодий музикант почав відвідувати курси менеджменту після переїзду в Мораталаз.

## Кар'єра

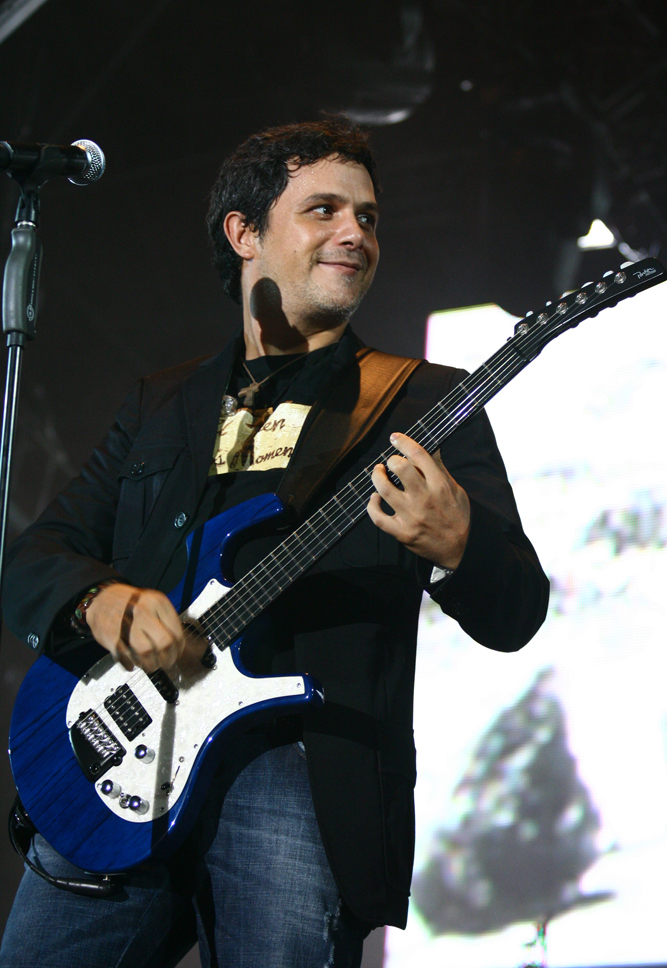
Алехандро Санс під час концерту в Манагуа, Нікарагуа

У 16 років Алехандро Санс записав свій перший альбом Los Chulos Son Pa' Cuidarlos, але попри це його офіційний дебют відбувся в 1991 році з альбомом Viviendo Deprisa, після того, як він почав співпрацювати з Warner Music. Далі вийшов альбом Si Tú Me Miras у 1993 році, в якому взяли участь Начо Мано, Кріс Камерон і Пако де Лучія. Його третій альбом отримав назву 3, був спродюсований Мігелем Анхелем Аренасом і Емануелем Руфіненго.
У 1997 році вийшов альбом Más, а в 2000 — El Alma Al Aire, після чого популярність його зросла і він став одним із найпродаваніших виконавців.
Санс так само з'являється в кліпі групи The Corrs, відео їх дуету було включено в DVD гурту The Corrs. У 2001 році він став першим іспаномовним співаком, хто записав Unplugged для МТВ. 2003 року він записав свій альбом No Es Lo Mismo, за який отримав п'ять Latin Grammy Award у 2004 році. 2005 року Санс працює спільно з Шакірою та записав з нею хіт «La Tortura». У вересні 2006 відбулася прем'єра його пісні «A La Primera Persona», це була перша пісня з його нового альбому El Tren de los Momentos. 2 жовтня 2007 року Алехандро Санс запустив свій власний аромат парфумів, названий «Siete», що в перекладі з іспанської означає «Сім».

## Особисте життя
У 1995 році Алехандро Санс одружився з мексиканською моделлю Джейді Мітчелл у 1998 році. У липні 2001 у пари в Мадриді народилася їхня перша донька — Мануела. 2005 року Алехандро і Джейді розлучилися, і він переїхав до Маямі. Наприкінці 2006 Алехандро Санс оголосив, що у нього є трирічний син — Олександр, народжений від Валерії Рівера. Причиною по якій він розповів про це ЗМІ було те, що його шантажували двоє його колишніх співробітників. Цей випадок все ще розглядається в суді. Алехандро регулярно відвідує свою дочку.

## Нагороди
Алехандро Санс в загальному отримав 19 премій Ґреммі, 3 з яких звичайні премії Ґреммі, а 16 — Latin Grammy Awards. Він продав понад 25 мільйонів копій своїх альбомів.